# John Hart (acteur)
Pour les articles homonymes, voir John Hart.
John Hart est un acteur américain né le 13 décembre 1917 à Los Angeles (Californie) et mort le 20 septembre 2009. Il est principalement connu pour le rôle de Hawkeye dans la série télévisée The Lone Ranger. 

## Filmographie partielle
- 1949 : El Paso, ville sans loi (El Paso) de Lewis R. Foster
- 1952 : Le Trésor des Caraïbes de Edward Ludwig
- 1959 : Quelle vie de chien ! de Charles Barton
- 1964 : 36 Heures avant le débarquement (36 Hours) de George Seaton
- 1973 : Blackenstein de William A. Levey
- 1978 : L'Étrangleur invisible de John Florea
- 1981 : Le Justicier solitaire de William A. Fraker